# Raad van Volkscommissarissen

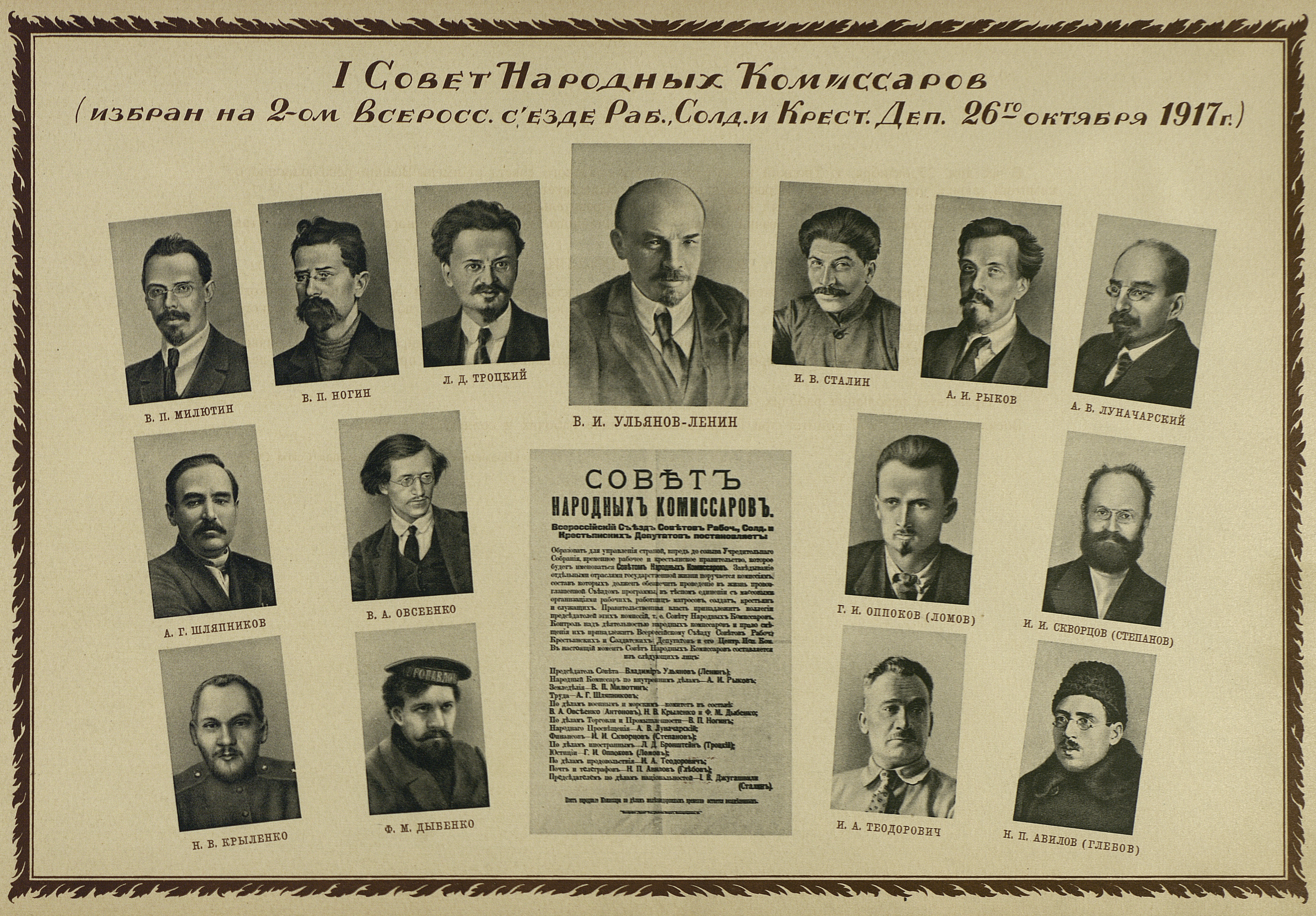
Eerste raad van Volkscommissarissen, 1917

Raad van Volkscommissarissen (Russisch: Совет народных коммисаров, Sovjet narodnych kommisarov), met de Russische afkorting Sovnarkom (Russisch: совнарком), is een door Trotski in november 1917 bedachte (anti-burgerlijke) naam voor het bolsjewistische kabinet. De minister-president (Lenin) droeg de ambtstitel voorzitter van de Raad van Volkscommissarissen. Aan het hoofd van ieder ministerie stond een volkscommissaris, bijgestaan door een Collegium. In 1946 werd de Raad van Volkscommissarissen van de Sovjet-Unie vervangen door een Raad van Ministers.
Van 1919 tot 1946 werden de functies van ministers in de regering van de RSFSR en later de Sovjet-Unie uitgevoerd door de volkscommissarissen (Russische titel: Narodny Komissar of Narkom). Een ministerie werd een volkscommissariaat genoemd (Russisch: Narkomat) en de belangrijkste raad van het land de Raad van Volkscommissarissen. Alle afzonderlijke sovjetrepublieken (de autonome en de deelrepublieken) kenden in deze periode een raad van volkscommissarissen.
In 1946 werd de Sovnarkom hernoemd tot de Sovmin (Russisch: Совмин): de Raad van Ministers (Совет министров; Sovjet ministrov). De volkscommissarissen en volkscommissariaten werden ministers en regeringsdepartementen.
Het gebouw van de Raad van Ministers van de Sovjet-Unie bevond zich in het Kremlin van Moskou naast het gebouw van het Presidium van de Opperste Sovjet.

## Duitsland
Na de Novemberrevolutie in Duitsland stelde rijkskanselier Friedrich Ebert een Rat der Volksbeauftragten in. Na de verkiezing van de Nationale Vergadering van Weimar in februari 1919 werd de raad opgeheven en vervangen door een voorlopige regering. De Rat der Volksbeaufragten bestond uit: Friedrich Ebert (rechtervleugel SPD), Philipp Scheidemann (centrumvleugel SPD), Otto Landsberg (rechtervleugel SPD), Emil Barth (linkervleugel USPD), Hugo Haase (rechtervleugel USPD) en Wilhelm Dittmann (rechtervleugel USPD).
Na de moord op de Beierse premier Kurt Eisner (USPD) in januari 1919, besloten diens aanhanger om een socialistische radenrepubliek uit te roepen met een Rat der Volksbeauftragten als uitvoerend bestuur van de Centrale Arbeiders- en Soldatenraad van München. Deze Rat der Volksbeauftragten werd gedomineerd door de anarchisten Erik Mühsam, Gustav Landauer en enkele USPD'ers. In april 1919 namen de communisten de macht over in Beieren. In mei 1919 werd München bezet door vrijkorpsen; de "Rode Radenrepubliek" werd door de "Witte regeringstroepen" ten val gebracht.
In het spartakistische (communistische) Bremen regeerde eveneens korte tijd een radenrepubliek met een Rat der Volksbeauftragten.

## Hongarije
In 1919 werd de Hongaarse Radenrepubliek opgericht onder leiding van de communist Belá Kun, met een Raad van Volkscommissarissen die verantwoording schuldig was aan een Centrale Arbeiders- en Soldatenraad. Deze radenrepubliek werd beëindigd door het Roemeense leger en het "Witte leger" van admiraal Miklós Horthy.